# Robert N. Bodine

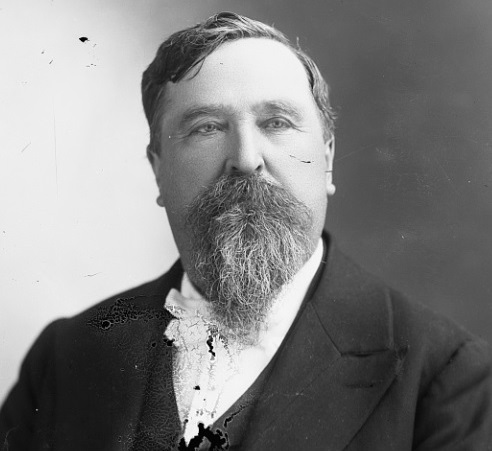
Robert N. Bodine

Robert Nall Bodine (* 17. Dezember 1837 bei Paris, Monroe County, Missouri; † 16. März 1914 ebenda) war ein US-amerikanischer Politiker. Zwischen 1897 und 1899 vertrat er den Bundesstaat Missouri im US-Repräsentantenhaus.

## Werdegang
Robert Bodine besuchte die Paris Academy und studierte danach bis 1859 an der University of Missouri in Columbia. Anschließend arbeitete er für einige Zeit als Lehrer an den Schulen seiner Heimatstadt Paris. Nach einem Jurastudium und seiner Zulassung als Rechtsanwalt begann er dort in seinem neuen Beruf zu praktizieren. Zwischenzeitlich war er auch Staatsanwalt im Monroe County. Politisch war Bodine Mitglied der Demokratischen Partei. Im Jahr 1890 nahm er als Delegierter an einer Versammlung zur Überarbeitung der Staatsverfassung teil. Von 1895 bis 1897 war er Abgeordneter im Repräsentantenhaus von Missouri.
Bei den Kongresswahlen des Jahres 1896 wurde Bodine im zweiten Wahlbezirk von Missouri in das US-Repräsentantenhaus in Washington, D.C. gewählt, wo er am 4. März 1897 die Nachfolge von Uriel Sebree Hall antrat. Da er im Jahr 1898 von seiner Partei nicht zur Wiederwahl nominiert wurde, konnte er bis zum 3. März 1899 nur eine  Legislaturperiode im Kongress absolvieren. In diese Zeit fiel der Spanisch-Amerikanische Krieg von 1898. Nach seinem Ausscheiden aus dem US-Repräsentantenhaus betätigte Robert Bodine sich wieder als Anwalt in seiner Heimatstadt Paris, wo er am 16. März 1914 starb.